# Simonyi Krisztina
Simonyi Krisztina (névváltozata: Simonyi Kriszta; Budapest, 1967. július 10. –) magyar színésznő, rendező, koreográfus.

## Életpályája
1967-ben született. A budapesti Kossuth Zsuzsanna Egészségügyi Szakközépiskola és Gimnáziumban érettségizett. 1986–1989 között a Színház- és Filmművészeti Főiskola hallgatója volt. A főiskola után a Budapesti Operettszínház tagja lett. 1994-től szabadúszóként több színházban (pl. Karinthy Színház, Játékszín stb.) és produkcióban is szerepelt. A színészet mellett koreográfiákat is készít.

## Fontosabb színházi szerepei
- Jerry Bock: Hegedűs a háztetőn... Chava
- Johann Strauss: A denevér... Ida
- Madarász Iván: Robin Hood... Vadóc
- Arthur Freed - Betty Comden - Adolph Green - Nacio Herb Brown: Ének az esőben... Kathy Selden
- John Fowles: A lepkegyűjtő... Miranda
- Csiky Gergely: A nagymama... Márta
- Kálmán Imre: Csárdáskirálynő... Stázi
- Huszka Jenő: Mária főhadnagy... Panni
- Eisemann Mihály: Egy csók és más semmi... Annie
- Herman - Poiret: Őrült nők ketrece... Annie
- Jókai Mór - Tolcsvay László - Böhm György - Korcsmáros György: A kőszívű ember fiai... Alfonsine
- Móricz Zsigmond: Nem élhetek muzsikaszó nélkül... Pólika
- Ábrahám Pál: Bál a Savoyban... Tangolita
- Ábrahám Pál: Viktória... Lia San
- George Gershwin - Ken Ludwig: Crazy for you... Iréne
- Arthur Miller: A bűnbeesés után... Elsie
- John Kander- Fred Ebb  Zorba...Madame Hortense
- Christopher Hampton Veszedelmes viszonyok Volanges
- Fellini-Bessenyei Zsuzsanna Országúton 4 nő
- Neil Simon Furcsapár női változat  Vera

## Külföldi vendégjáték
- Gianni Schichhi... Lauretta (Teatro Bologna)
- Ball im Savoy... Tangolita (Deutches Theater München)
- Wiener Operett Abend - koncert (Oslo; Stockholm; Koppenhága)
- Musical World - koncert (angol nyelvű)

## Koreográfiáiból
- Chorus Line
- Ennivaló nagynéni (Józsefvárosi Színház)
- Bongó sorsolás
- televízió: SZÚR-gála (1990)
- tv szilveszter (1991) Vígszínház
- tv szilveszter (1992) Madách Színház
- Black & White Show
- Top Show
- Valentin nap
- Zenés húsvét
- Boszorkányok órája
- Tátika (zenés gyermeksorozat)

## Filmes és televíziós szerepei
- Holnap utazunk
- Én és a kisöcsém (1989) – Lány
- Zenés TV Színház: Lili (1989) – Szobalány
- Família Kft. IV. (1993-1994) – Nelli nővér
- Patika (1995)
- Kisváros (1998) – Polgárné
- Tea (2003)
- Barátok közt (2004)
- Casanova (2015) – Hölgy vendég #2
- Válótársak (2018) – Irén, Tamara ügyvédje
- Brigi és Brúnó (2022) – Vásárló
- Doktor Balaton III. (2022) – Hölgy

## Szinkronszerepei
| Év   | Cím                  | Szereplő             | Színész      | Szinkron év |
| ---- | -------------------- | -------------------- | ------------ | ----------- |
| 1997 | Gyogyós gyógyintézet | Muriel nővér         | Celia Imrie  | 2005        |
| 2005 | Ki a faszagyerek?    | Rita Carbone hadnagy | Susie Essman | 2006        |